# Allmänna hypotekskassan för Sveriges städer
Allmänna hypotekskassan för Sveriges städer grundades 1865. Syftet var att finansiera upplåningen i olika hypoteksföreningar runt om i riket.
Kassan upphörde 1909 i och med bildandet av Konungariket Sveriges stadshypotekskassa. Allmänna hypotekskassan för Sveriges städer likviderades, och dess tillgångar och skulder övertogs av den nybildade stadshypoteskassan.